# Seleção Equatoriana de Basquetebol Masculino
A Seleção Equatoriana de Basquetebol Masculino é a equipe que representa o Equador em competições internacionais de basquetebol. É mantida pela Federação Equatoriana de Basquetebol (espanhol: Federación Ecuatoriana de Basquetbol) filiada a Federação Internacional de Basquetebol desde 1950.

## Elenco
| Seleção Equatoriana - Sul Americano 2014 | Seleção Equatoriana - Sul Americano 2014 | Seleção Equatoriana - Sul Americano 2014 | Seleção Equatoriana - Sul Americano 2014 | Seleção Equatoriana - Sul Americano 2014 | Seleção Equatoriana - Sul Americano 2014 |
| #                                        | Pos.                                     | Nome                                     | Altura                                   | Nasc.                                    | Clube                                    |
| ---------------------------------------- | ---------------------------------------- | ---------------------------------------- | ---------------------------------------- | ---------------------------------------- | ---------------------------------------- |
| 4                                        | A                                        | Erick Cobeña                             | 1,94m                                    | 13/09/1996                               | Manabi                                   |
| 5                                        | AR                                       | Jaime Sanmiguel                          | 1,75m                                    | 14/09/1984                               | Mavort                                   |
| 6                                        | A                                        | Juan Pablo Alvarez                       | 1,94m                                    | 19/07/1988                               | UTE                                      |
| 7                                        | A                                        | Andrés Cochambay                         | 1,90m                                    | 08/05/1987                               | UTE                                      |
| 8                                        | A                                        | Carlos Delgado                           | 2,02m                                    | 21/03/1990                               | ComuniKT                                 |
| 9                                        | P                                        | Edgar Bernal                             | 1,96m                                    | 19/10/1994                               | ComuniKT                                 |
| 10                                       | A                                        | Engels Tenorio                           | 1,97m                                    | 27/08/1987                               | Alvorado                                 |
| 11                                       | P                                        | Mauricio Quintero                        | 2,02m                                    | 16/10/1991                               | Alvorado                                 |
| 12                                       | AR                                       | Raul Cardenas                            | 1,88m                                    | 13/10/1982                               | Rouge Noir                               |
| 13                                       | P                                        | Nixon Mina                               | 2,05m                                    | 16/01/1990                               | Alvorado                                 |
| 14                                       | P                                        | Manuel Hurtado                           | 1,98m                                    | 24/06/1990                               | Naval                                    |
| 15                                       | P                                        | Carlos Carcelen                          | 1,98m                                    | 29/05/1991                               | ComuniKT                                 |
|                                          |                                          |                                          |                                          | Técnico                                  |                                          |
| Fonte: fiba.com                          |                                          |                                          |                                          |                                          |                                          |

## Ligações Externas
- Sítio da Federação Equatoriana de Basquetebol